# 村上かず
村上 かず（むらかみ かず、1963年1月26日 - ）は、日本の俳優、ナレーター。
五社プロダクション、バウスプリットを経て、アクロスエンタテインメント所属。身長174cm。

## 来歴
大阪府出身。1995年、関西芸術座に入団し、以降2009年に上京するまで、近畿地方を拠点に活動。この間、関西芸術座公演で多数主演を務めたほか、在阪各局制作のテレビドラマ等に多数レギュラー出演した。2002年には大阪新劇フェスティバル男優奨励賞を受賞した。
俳優業のかたわら、番組やCMのナレーション、CMソング歌唱、船場言葉指導などの分野で幅広く活躍している。

## 出演

### テレビドラマ
- いのちの現場から3（1995年、毎日放送）
- 新・部長刑事 アーバンポリス24（1995年、朝日放送）
- 命燃えて（1997年、毎日放送）
- 今夜もごちそうさま（1997年、NHK総合テレビ）
- 暴れん坊将軍（1999年、テレビ朝日）
- 水戸黄門（2002年、TBS）
- かるたクイーン（2003年、NHK総合テレビ）
- アイ'ム ホーム 遥かなる家路（2004年、NHK総合テレビ） - 医師
- 新・いのちの現場から（2004年、毎日放送）
- ダイヤモンドの恋（2005年、NHK総合テレビ）
- ジャッジ 〜島の裁判官奮闘記〜（2007年、NHK総合テレビ） - 大石検事
- ジャッジ 〜島の裁判官奮闘記〜II（2008年、NHK総合テレビ） - 大石検事
- 連続テレビ小説（NHK総合テレビ）
  - だんだん（2008年） - 斎藤医師
  - 梅ちゃん先生 第136、137話（2012年） - 町工場の職人
  - あまちゃん 第141話（2013年） - アナウンサー（声）[4]
  - マッサン（2014年） - 福田栄一 役
  - とと姉ちゃん 第66話（2016年） - 採用面接者
  - べっぴんさん（2016年） - 出口
  - らんまん（2023年） - 松屋 役
- おふくろ先生の診療日記2（2009年、TBS・毎日放送）
- 浪花の華〜緒方洪庵事件帳〜 第2話（2009年1月17日、NHK） - 杉田
- 再生の町（2009年、NHK）
- 土曜ワイド劇場「京都南署鑑識ファイル5」（2010年11月6日、テレビ朝日） - 高橋三郎 役
- 遺留捜査（2011年4月 - 6月、テレビ朝日）
- 中学生日記（2011年5月13日、NHK総合テレビ） - 純里の父 役
- 最後の晩餐 〜刑事・遠野一行と七人の容疑者〜（2011年5月14日、テレビ朝日）
- 新・警視庁捜査一課9係 第9話（2011年8月31日、テレビ朝日）
- 大河ドラマ（NHK）
  - 江〜姫たちの戦国〜 第41話、44話（2011年10月23日、11月13日）
  - 平清盛 第1話、2話、34話（2012年）
  - 青天を衝け 第39話（2021年） - 高木医師 役
  - どうする家康 第28話（2023年） - 松井友閑 役
- ストロベリーナイト 第1話（2012年1月10日、フジテレビ） - 小川睦男 役
- 金曜プレステージ（フジテレビ）
  - 「黒の滑走路2〜花婿がみた悪魔〜」（2012年5月25日）
  - 「医療捜査官 財前一二三4」（2012年） - 副理事長亀梨
  - 「ドルチェ」（2012年10月12日） - 名波刑事 役
  - 「警部補・佐々木丈太郎5」（2013年3月15日） - 河野勝 役
- ヒトリシズカ 第1話（2012年10月21日、WOWOW） - 生活安全課員
- 木曜時代劇
  - 銀二貫 第3話、7話（2014年4月24日、5月22日、NHK） - 乾物屋
  - ちかえもん（2016年） - 伊八 役
- 相棒（2019年） ‐ 岡田恒彦 役
- 17才の帝国 第4話（2022年5月28日、NHK総合）

### その他のテレビ番組
- その時歴史が動いた（NHK総合テレビ） - 徳川宗春、御木本幸吉
- 歴史秘話ヒストリア（NHK総合テレビ） - 勝海舟、狩野永徳

### ラジオドラマ
- FMシアター（NHK-FM）
  - 『スイートメモリーズ』（2023年6月17日） [5]

### 映画
- 臨場（2012年、東映） - 警官
- 相棒シリーズ X DAY（2013年、東映） - 平利一
- 寝ても覚めても（2018年、ビターズ・エンド／エレファントハウス） - 不動産屋
- エキストロ（2020年、吉本興業） - 白田弁護士

## ナレーション

### テレビ番組
- おしゃれ工房（NHK Eテレ）
- きょうの料理（NHK Eテレ）
- 趣味悠々（NHK Eテレ）
- 知るを楽しむ（NHK Eテレ）
- あしたをつかめ 平成若者仕事図鑑（NHK Eテレ）

### CM
- アサンテ「白い紳士・存在編」
- 大阪ガス
- ダスキン
- 両備タクシー
- radiko「世界を広げる、音がある。篇」「喜びすぎる兄篇」「タイムマシン篇」[6] - 前2篇はメールを読むラジオパーソナリティ役、タイムマシン篇はカスタマーセンターに電話する男役。